# Департамент Древнего Египта в Лувре

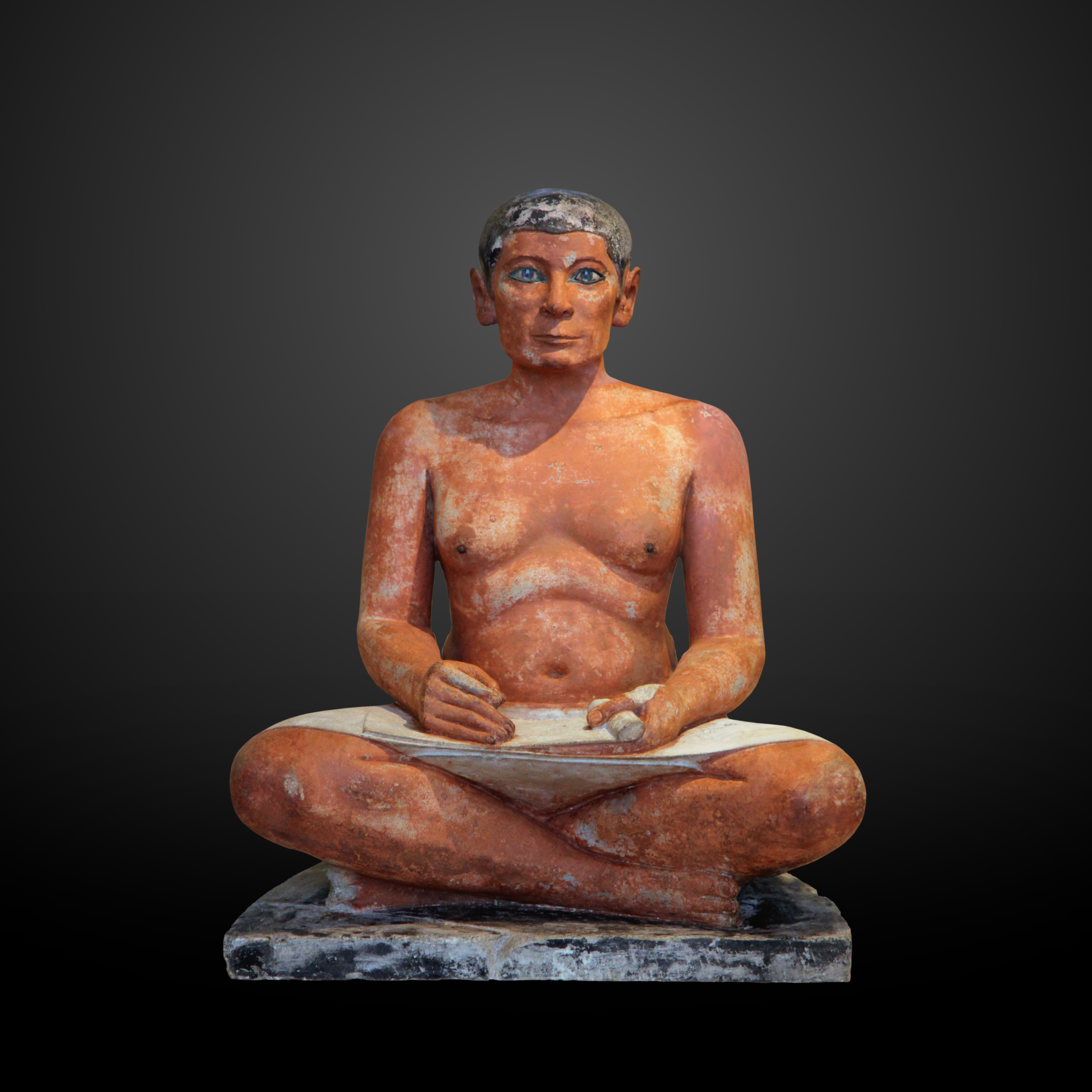
Статуя писца — один из символов египетской коллекции Лувра

Департамент Древнего Египта, созданный в 1826 году, занимается сохранением, изучением и экспозицией коллекции предметов древне-египетского искусства Лувра. Древне-египетская коллекция Лувра является одной из самых богатых коллекция в мире, она насчитывает более 55 000 предметов.

## История
Департамент Древнего Египта Лувра был создан в 1826 году. Первым хранителем египетской коллекции был Жан-Франсуа Шампольон, за 4 года до того расшифровавший египетские иероглифы.
С момента создания Департамента Шампольон заявляет о том, что он намерен открыть музей не только искусства Древнего Египта, а глобальный музей, рассказывающий обо всех аспектах жизни древне-египетской цивилизации. Этот музей должен не только представлять произведения искусства публике, но и выполнять педагогическую роль, будучи своего рода «музеем-школой» (фр. musée-école).
В первые годы Департамент Древнего Египта занимается скупкой уже существующих частных коллекций. В последующие годы коллекция расширялась благодаря дарам музею и археологическим раскопкам.
В конце 1990-х годов департамент получает в своё распоряжение залы на двух этажах крыла Сюлли. На нулевом (частично −1 этаж) этаже коллекция разбита по темам: письменность, саркофаги, сельское хозяйство и т. п. На первом этаже расположено хронологическое представление коллекции: от предшествовавшей династическим периодам культуры Нагада — до последних фараонов времён Клеопатры.